# オールスター番組対抗ボウリング大会
『オールスター番組対抗ボウリング大会』（オールスターばんぐみたいこうボウリングたいかい）は、1979年秋から1987年春までテレビ朝日系列の『（新）水曜スペシャル』内で春秋の改編期に放送された、特別番組（スポーツバラエティ番組）である。

## 概要
テレビ朝日系列で放送中の人気番組や、春秋の改編期にスタートする新番組の出演者たちが一堂に会し、3ブロックに分かれてボウリングで鎬を削る番組。それまでテレビ朝日の春秋改編期の期首特番は、ゲームやかくし芸などと一定していなかったが、当番組より「ボウリング」に固定、以後1987年春まで7年半に渡って放送され、TBS系列の『4・10月だョ!全員集合』と並ぶ、春秋改編期の名物番組となった。また当番組の人気で、ボウリング人気が再燃するきっかけともなった。

## 正式タイトルの変遷
当番組は大別して、次の3タイトルに別けられる。なお「○」は「春」か「秋」かのどちらかが入り、「XX」には放送年の西暦下2桁の数字が入る。
- 1979年秋 - 1980年春：『輝けスポーツ大賞!'XXオールスター番組対抗ボウリング大会』（かがやけスポーツたいしょう - ）
- 1980年秋 - 1984年：『輝け!オールスター○の番組対抗ボウリング大会』
- 1985年 - 1987年：『輝け!'XXオールスター春の番組対抗ボウリング選手権!!』（ - はるの - せんしゅけん）[1]

一般的には『ボウリング選手権』の方が知られているが、『選手権』はラストの3回しか使われていない。本項では便宜上、一番多く使われた『オールスター番組対抗ボウリング大会』をタイトルにした。

## 放送日

### 春
- 1980年3月26日
- 1981年3月25日
- 1982年3月24日
- 1983年3月23日
- 1984年3月28日
- 1985年3月27日
- 1986年3月26日 - 『水曜スペシャル』最終回。
- 1987年3月25日 - 唯一の『新・水曜スペシャル』での放送。

### 秋
- 1979年9月26日
- 1980年9月24日
- 1982年9月29日[1]

『4・10月だョ』同様、原則として「途中で月が変わる週」に放送されたが、編成の都合上、1週早くなることもあった。しかし、「春は4月放送、秋は10月放送」は一度も無かった。
なお、1982年までは原則として春秋開催だったが、1981年は春のみ開催、同年秋は『欽ちゃんのどこまでやるの!?』と『笑アップ歌謡大作戦』を流用した『激突!オールスター秋の番組祭り!!どこまで笑アップするの大作戦!!』を放送、そして1983年からは春のみの単独開催に変更し、秋はオリジナル企画『輝け!オールスター秋の番組対抗ウルトラ料理大賞』（1983・1984年）や、『象印クイズ ヒントでピント』（1985年）・『ビートたけしのスポーツ大将』（1986年）・『金曜チェック』（『ニュースステーション』。1987年）を流用した番組を放送した。

## 放送時間
一貫して水曜 19:00 - 20:51 (JST) 。
- なお、90分枠『水曜スペシャル』時代（1986年まで）には19:00枠の朝日放送製作番組[注 1]は休止となった。

## 司会
- 桂三枝（現：六代 桂文枝）
- 時期不明だが、西川きよしが務めた時期もあり。
- 他に、現役プロボウラーが解説役として、南美希子ほかテレビ朝日の当時の女性アナウンサーたちがインタビュアーとして、さらにザ・ぼんちなどのコメディアンがプレイ中の賞金配当係として出演した。

## ルール
出場チームは12チーム（または10チーム）。全部で3ブロックに分かれており、12チームの時は全て4チームだが、10チームの時は「4:4:2」か「4:2:4」編成となる。

### ブロック戦
- まず全チームが紹介され、三枝が出演者に意気込みや番組内容をインタビューした後（この後番宣フィルムが映される）、笛の音と共にいよいよプレイ開始となる。
- 第1フレームからは第8フレームまでは、各レーンで別々にプレイする。
- 全チームが第8フレームまで終わったら、一旦プレイを中断、得点経過と意気込みなどをした後、プレイ再開となる。
- 第9フレームと第10フレームは各チームが順番にプレイ、そして全フレームが終了し、最高得点を獲得したチームが「決勝戦」進出となる。
  - なお点数が離れて、もう逆転が出来ないと判断されて、プレイを打ち切るという事もしばしばあった。

### アトラクションゲーム
- ブロック戦の合間に行われる。様々な指向のボウリングゲームを出場チームの代表一人で競い、最終的に成績の一番良かった人が優勝となる。

### 敗者復活戦
- ブロック戦敗退9チーム（または7チーム）が、決勝戦進出を賭けてサドンデス形式で勝負する。
- 目の前に1 - 2本ピンが並び、チームの代表者が1投投げてピンを倒す。スペアなら残れるが、ミスなら即失格。これを繰り返し、最後まで残った1チームが決勝戦進出となる。

### 決勝戦
- ブロック戦勝者3チームと、敗者復活戦の勝者1チームによる勝負。
- 内容は「ブロック戦」と全く同じ。
- 最終的に最高得点を獲得したチームが優勝となる。

なお各対戦の間には、食事中の各チームの出演者にインタビュアーが訪れ、番組内容を紹介していた。

## 賞金
- 優勝チームは賞金100万円。
- 準優勝チームは賞金50万円。
- また、プレイ中のピンの倒しによって、3種類の個人賞金が有る。
  - ストライク賞：第1投で10本のピンを全て倒したら、2万円獲得。
  - ワンピン賞：第1投で1本だけ倒したら、1万円獲得。
  - レッドピン賞／黄金ピン賞：ブロック戦のみ存在。第1フレームから第8フレームの中の1フレームのみ、アトランダムに10本の内1本、赤または金色（放送回により異なる）のピンが混ざる。これを第1・2投に関らず倒したら、2万円獲得。もちろん「ストライク賞」「ワンピン賞」との併用も可能。

## 参加番組の構成

### テレビドラマ
- 当番組に最も多くの回数で参加したのは『特捜最前線』でその次が『暴れん坊将軍シリーズ』。また系列局のABC制作番組からは、『必殺シリーズ』『ザ・ハングマンシリーズ』が複数回参加した。
- 主役俳優が不参加の場合はVTRで参加者にメッセージを送ったりしていた。

### バラエティ番組など
- バラエティ番組・クイズ番組・音楽番組・ワイドショーは、『象印クイズ ヒントでピント』や『爆笑!!ドットスタジオ』などの様に、レギュラー出演者が多い番組は単独で参加したが、『クイズタイムショック』・『アフタヌーンショー』などの様に少ない番組は、司会者やレギュラーを集めた『司会者チーム』で参加した。
- なおワイドショーは後期では2番組連合による参加が多くなる。
- 『独占!女の60分』・『クイズ!!マガジン』・『大正週間漫画 ゲラゲラ45』・『歌謡ドッキリ大放送』などのように、人気があってレギュラーが多くても、一部地域（主にABC）では未ネットの番組は参加しなかった[注 2]。
- また三枝が司会を担当している関係上、当時三枝が司会を担当していた『新婚さんいらっしゃい!』と『三枝の国盗りゲーム』（共にABC制作。）は、冒頭での紹介に止まった。

### テレビアニメ
- アニメ番組が初参加したのは1982年春で、『ドラえもん』・『怪物くん』・『忍者ハットリくん』の藤子アニメ3本の声優が参加、更にこの時のみ、原作者の藤子不二雄が参加、唯一のスタッフの出場となった。その後構成番組を代えつつ、1987年の最終放送まで毎回アニメの声優が「アニメチーム」名義で出場した。
- 制作会社別に見ると、藤子アニメの影響でシンエイ動画作品が多く、テレビ朝日と長きの付き合いである東映動画（現：東映アニメーション）作品は『The・かぼちゃワイン』・『愛してナイト』・『とんがり帽子のメモル』（ABC制作）などと少ない。なお『戦闘メカ ザブングル』・『機動戦士Ζガンダム』などの、日本サンライズ（現：サンライズ）作品を擁する、名古屋テレビ製作枠は1度も参加しなかった。そして番組後期ではABC製作のアニメも参加しなくなる。

### 児童向け・特撮ドラマ
- 常に連合での参加で、全作出場した『あばれはっちゃくシリーズ』を軸とし、特撮は、アニメチーム同様1982年春に、『宇宙刑事ギャバン』が『熱血!あばれはっちゃく』と連合なのが初参加、そして同年秋には『大戦隊ゴーグルファイブ』が参加し、『ギャバン』と連合チームを組んだ。更に翌1983年には、それぞれの次作『宇宙刑事シャリバン』と『科学戦隊ダイナマン』が連合で参加した。
- 1984年には『宇宙刑事シャイダー』が『痛快!あばれはっちゃく』と連合で参加、その翌年は双方のシリーズ作品は参加しなかったが、1986年には『超新星フラッシュマン』＋『時空戦士スピルバン』が、1987年には『光戦隊マスクマン』＋『超人機メタルダー』が連合で参加した。
- なお戦隊側の出演者は全てヒーロー側で、指揮官・サポート側や悪役側は一人も出場していない。
- 対してメタルヒーロー側の悪役は曽我町子、西脇美智子、花嵐が出演している。

## 参加チーム

### 1979年
| チーム     | 出場者 |
| ---------- | ------ |
| 特捜最前線 |        |

### 1980年春
| チーム                  | 出場者             |
| ----------------------- | ------------------ |
| 特捜最前線              | 二谷英明           |
| 吉宗評判記 暴れん坊将軍 | 松平健             |
| 西部警察                | 石原裕次郎         |
| 長七郎天下ご免!         | 里見浩太朗         |
| 草野球・草家族          | 竹下景子、丹波哲郎 |
| 鬼平犯科帳              | 萬屋錦之介         |
| 若き日の北條早雲        | 北大路欣也         |

### 1980年秋
| チーム     | 出場者 |
| ---------- | ------ |
| 特捜最前線 |        |

### 1981年
| チーム     | 出場者 |
| ---------- | ------ |
| 特捜最前線 |        |

### 1982年春
| チーム                                  | 出場者 |
| --------------------------------------- | --- |
| 特捜最前線                              | |
| 司会者                                  | タモリ（夢のビッグスタジオ）                                                                                 |
| ワールドプロレスリング                  | アントニオ猪木                                                                                               |
| 熱血!あばれはっちゃく＋宇宙刑事ギャバン | 荒木直也、東野英心、久里千春、山内賢、大葉健二                                                               |
| アニメ                                  | 藤子不二雄（藤本弘、安孫子素雄）、大山のぶ代（ドラえもん）、野沢雅子（怪物くん）、堀絢子（忍者ハットリくん） |

### 1982年秋
| チーム                                   | 出場者 |
| ---------------------------------------- | --- |
| 特捜最前線                               | |
| 爆笑!!ドットスタジオ                     | ハナ肇、おぼん・こぼん、せんだみつお、西川峰子、カレオ                                                                  |
| 宇宙刑事ギャバン＋大戦隊ゴーグルファイブ | 大葉健二、赤木良次、春田純一、石井茂樹、伍代参平、大川めぐみ                                                            |
| アニメ                                   | 大山のぶ代（ドラえもん）、堀絢子（忍者ハットリくん）、坂本千夏（フクちゃん）、横沢啓子・古川登志夫（Theかぼちゃワイン） |

### 1983年
| チーム                                 | 出場者 |
| -------------------------------------- | --- |
| 特捜最前線                             | 二谷英明 |
| 暴れん坊将軍II                         | 松平健、有島一郎、横内正、龍虎 |
| 土曜ワイド劇場「白い素肌の美女」       | 天知茂、荒井注、高見知佳、小野田真之、叶和貴子、美池真理子 |
| あとは寝るだけ                         | |
| 爆笑!!ドットスタジオ                   | 東八郎 |
| 司会者                                 | 筑紫哲也、安藤優子、野村沙知代 |
| あばれはっちゃく                       | 山内賢 |
| 宇宙刑事シャリバン＋科学戦隊ダイナマン | 大葉健二、渡洋史、降矢由美子、鈴木正幸、中川みどり、沖田さとし、春田純一、卯木浩二、時田優、萩原佐代子                                                                                   |
| アニメ                                 | 大山のぶ代・肝付兼太（ドラえもん）、堀絢子（忍者ハットリくん）、三輪勝恵・大竹宏（パーマン）、坂本千夏・田崎潤（フクちゃん）、堀江美都子（愛してナイト）、山本百合子（レディジョージィ） |

### 1984年
| チーム                                    | 出場者                                                                                       |
| ----------------------------------------- | -------------------------------------------------------------------------------------------- |
| 特捜最前線                                |                                                                                              |
| 遠山の金さん                              |                                                                                              |
| 暴れん坊将軍Ⅱ                             |                                                                                              |
| 新ハングマン                              |                                                                                              |
| 女優 田中絹代の生涯                       |                                                                                              |
| 宇宙刑事シャイダー＋痛快!あばれはっちゃく | 円谷浩、鈴木正幸、森永奈緒美、原美穂、名代杏子、山内賢、坂詰貴之、竹花誠、水沢真子、越村公一 |
| アニメ                                    | 大山のぶ代（ドラえもん）、神谷明（オヨネコぶーにゃん）、渡辺菜生子（とんがり帽子のメモル）   |

### 1985年
| チーム                     | 出場者 |
| -------------------------- | --- |
| 特捜最前線                 | 二谷英明、大滝秀治、本郷功次郎、藤岡弘、夏夕介、誠直也                                                                                             |
| 暴れん坊将軍II             | 松平健、春川ますみ、荒木茂、朝加真由美、阿波地大輔、井上茂、岐邑美沙子                                                                             |
| 私鉄沿線97分署             | |
| 逆転あばれはっちゃく       | 酒井一圭、稲吉靖司、今井りえ、坂田智彦、浅見奈生、浦部栄美、久里千春、山内賢、東野英心                                                             |
| 必殺仕事人V                | 京本政樹、村上弘明、ひかる一平、灘陽子、梅津栄、山内としお                                                                                         |
| ビートたけしのスポーツ大将 | ビートたけし、そのまんま東、大森うたえもん、松尾伴内、ダンカン、ガダルカナル・タカ、つまみ枝豆、柳ユーレイ、ラッシャー板前、ふんころがし           |
| ただいま絶好調!            | 舘ひろし、勝野洋、松本伊代、西山浩司、太川陽介、峰竜太、御木裕                                                                                     |
| アニメ                     | 大山のぶ代（ドラえもん）、天地総子（オバケのQ太郎）、三輪勝恵（オバケのQ太郎、パーマン）、堀絢子（忍者ハットリくん）、頓宮恭子（プロゴルファー猿） |

### 1986年
| チーム                                   | 出場者 |
| ---------------------------------------- | --- |
| 特捜最前線                               | 二谷英明、本郷功次郎、藤岡弘、渡辺篤史、横光克彦、夏夕介、三ツ木清隆、阿部祐二、愛田夏希 |
| 暴れん坊将軍II                           | 松平健、有島一郎、横内正、荒木茂、朝加真由美、龍虎、春川ますみ、岐邑美沙子、阿波地大輔、井上茂、谷崎弘一、さとう弘                                                                             |
| 私鉄沿線97分署                           | 長門裕之、鹿賀丈史、古尾谷雅人、小西博之、斉藤慶子、四方堂亘、北原佐和子 |
| ビートたけしのスポーツ大将               | ビートたけし、そのまんま東、大森うたえもん、松尾伴内、ダンカン、ガダルカナル・タカ、つまみ枝豆、柳ユーレイ、ラッシャー板前、井手らっきょ、冨田勝、グレート義太夫、末永吉幸、菅原勝哉、中井康之 |
| 遠山の金さんII                           | 高橋英樹、かたせ梨乃、仲本工事、北野清治、古代一平、三田篤子、加藤由美 |
| さんまのゴメンねわがままで               | 明石家さんま、関根勤、村上ショージ、Mr.オクレ、前田政二、君塚良一 |
| 必殺仕事人V・激闘編                      | 柴俊夫、鮎川いずみ、京本政樹、村上弘明、山内としお |
| ザ・ハングマンV                          | 山本陽子、佐藤浩市、火野正平、土屋嘉男、秋野太作、松下一矢 |
| 愛川欽也の探検レストラン                 | 愛川欽也、井上旭、大島智子、林寛子、川島なお美、渡辺めぐみ |
| 超新星フラッシュマン＋時空戦士スピルバン | 垂水藤太、植村喜八郎、石渡康浩、中村容子、吉田真弓、渡洋史、澄川真琴、森永奈緒美、西脇美智子、曽我町子                                                                                         |
| アニメ                                   | 内海賢二(プロゴルファー猿)、三輪勝恵(パーマン)、三田ゆう子・白石冬美(オバケのQ太郎)、山田栄子・坂本千夏(銀牙 -流れ星 銀-)、島田敏・堀江美都子・緒方賢一(宇宙船サジタリウス)                    |
| モーニングショー＋なうNOWスタジオ        | 細川隆一郎、江森陽弘、柴田美保子、八波一起、渡辺宜嗣、岸ユキ |

### 1987年
| チーム                             | 出場者                                                                     |
| ---------------------------------- | -------------------------------------------------------------------------- |
| 大都会25時                         |                                                                            |
| 痛快!婦警候補生やるっきゃないモン! |                                                                            |
| 必殺仕事人V・風雲竜虎編            | 三浦友和、村上弘明、かとうかずこ                                           |
| ザ・ハングマン6                    | 名高達郎、鮎川いずみ、川野太郎                                             |
| 光戦隊マスクマン＋超人機メタルダー | 海津亮介、草刈滉一、広田一成、永田由紀、前田賀奈子、妹尾洸、青田浩子、花嵐 |

## 優勝チーム
- 1979年
- 1980年春
- 1980年秋
- 1981年
- 1982年春:ワールドプロレスリング
- 1982年秋
- 1983年:土曜ワイド劇場・白い素肌の美女
- 1984年
- 1985年:ただいま絶好調！
- 1986年:愛川欽也の探検レストラン
- 1987年

## 収録場所
- 前期:東京都港区の『品川プリンスホテル』内のボウリング場。
- 後期:港区芝公園の『芝ボーリングセンター』。

## 備考
- 実況ナレーターは、古舘伊知郎などの当時のテレビ朝日の男性アナウンサーたちが担当した。
- 『暴れん坊将軍』チームでは、有島一郎がスペアを取ると、必ず踊りを踊り出すのが定番となっており、番組の名物となっていた。
- アニメチームは、初参加の1982年春では声優の胸に担当キャラのバッジを付けていたが、分かりづらいので、同年秋からは前部にキャラクター、後部にキャラ名称を記したゼッケンを着ける様に代わった。
- またアニメチームでは、（一部を除き）キャラクターの着ぐるみが一緒に登場し、ブロック戦前のインタビューでは三枝がマイクを近付けると、担当声優がその声で喋るという趣向が有った。特に1983年ではドラえもん・パーマン1号・ハットリカンゾウ&シンゾウたちが次々に喋ると、同席していた田崎潤（『フクちゃん』のおじいさん役）は「どこからあんな声が出るのでしょうねぇ」と感心していた。
- アニメチーム初参加の1982年春では、冒頭、ドラえもん・怪物くん・ハットリカンゾウがボウリングをするアニメが放送（制作：シンエイ動画）、また同年秋では、『ゴーグルファイブ・ギャバン』チームのブロック戦第9フレーム前の意気込みの時、ゴーグルファイブとギャバンが登場し、（ゴーグルレッド）「あっ、ギャバンも来たぞ!」（ギャバン）「よし、連合チームで頑張ろうな!」と言いながら握手をするシーンが放送、1年に2度に渡ってキャラクターの共演が行われた。
- ある回での敗者復活戦では、「司会者チーム」から『アフタヌーンショー』の山本耕一が出場、彼を元にしたギャグをしていた賞金配当役のザ・ぼんちとの共演となった。
- 関東地区では、土曜昼の『土曜アンコール劇場』で再放送されたが、ブロック戦などの番宣フィルムは、新番組のみ次回放送分に差し替えられた。
- 北海道地区では、本放送の3日後の土曜日午後の時間帯に再放送されていたが、次回の水曜スペシャルの内容のロールスーパー部分は部分的なホワイトバック画面で画面下に被せて隠す措置がとられていた。